# Skiagrafia
1) światłocień wprowadzony po raz pierwszy do malarstwa greckiego w drugiej połowie V wieku p.n.e. przez Apollodorosa z Aten. Technika ta polega na takim zestawieniu barw obok siebie, że z daleka dawały wyobrażenie trójwymiarowości.
2) kierunek w malarstwie greckim (malarstwo światłocieniowe, iluzjonistyczne) rozwijający się od końca V wieku p.n.e.